# Praemastus
Praemastus is een geslacht van vlinders van de familie spinneruilen (Erebidae), uit de onderfamilie Arctiinae.

## Soorten
- P. albicinctus de Toulgoët, 1990
- P. albipuncta Hampson, 1901
- P. cymothoë Druce, 1895
- P. flavidus Dognin, 1912
- P. fulvizonata Hampson, 1909
- P. minerva Dognin, 1891
- P. rhodator Hampson, 1901
- P. roseicorpus Rothschild, 1935
- P. steinbachi Rothschild, 1909
- P. watkinsi Rothschild, 1916